# トーマス・ザンデルリング
トーマス・ザンデルリング（ドイツ語: Thomas Sanderling、1942年10月2日 ノヴォシビルスク - ）は、ドイツの指揮者。父のクルト、および異母弟のシュテファンも指揮者、異母弟のミヒャエルは指揮者、チェリストである。

## 人物・来歴
1942年10月2日に、当時レニングラード・フィルハーモニー管弦楽団の第一指揮者を務めていたクルト・ザンデルリングを父にノヴォシビルスクに生まれ、レニングラードで育った。
レニングラード音楽院で学び、パリ国立高等音楽・舞踊学校に1年間留学した後、ベルリン音楽大学で学んだ。その後、ライヘンバッハ交響楽団首席指揮者、ハレ州立歌劇場音楽監督を歴任した。以降は東ドイツのみならず世界の主要なオーケストラに招かれて指揮するようになった。
ザンデルリングがロシア国立交響楽団を指揮するのを聴いた作曲家のドミートリイ・ショスタコーヴィチは、自らの交響曲第13番と交響曲第14番のドイツ初演を委託した。両者の交流はさらに、ショスタコーヴィチの最後のオーケストラ作品である『ミケランジェロの詩による組曲』の世界初録音へと結びついた。
録音には、このほかにサンクトペテルブルク・フィルとの共演によるマーラーの交響曲第6番や、フィルハーモニア管弦楽団との共演によるブラームスの交響曲全集などがあり、高く評価されている。あまり知られていない作品の録音にも積極的で、例えばマルメ交響楽団との共演によるアルベリク・マニャールの交響曲全集などがある。

## 日本との関わり
1992年から2000年までは大阪シンフォニカー交響楽団の音楽監督・常任指揮者を務め、現在は桂冠音楽監督・首席指揮者に任ぜられている。
2014年からは東京佼成ウインドオーケストラの首席客演指揮者に就任した。
2011年2月9日には東京佼成ウインドオーケストラの第108回定期演奏会を、2015年1月17日には第122回定期演奏会を指揮した。